# American Nudist Research Library
American Nudist Research Library (ANRL) är det första och möjligen även största nudistbiblioteket i Nordamerika.[källa behövs] Biblioteket grundades 1979 av Read and Jayne Schuster och är beläget i Kissimmee i Florida. I dess samlingar finns ett brett sortiment av nudistmagasin vilka sträcker sig tillbaks till början av 1900-talet. Där finns också böcker, videor, fotografier och olika dokument som relaterar till social nudism. Biblioteket bemannas av frivilliga ideellt arbetande. Biblioteket är öppet för allmänheten liksom för förbokade professionella besök. Huvudkontoret för nudistföreningen American Association for Nude Recreation (AANR) ligger också i Kissimmee, och biblioteket och föreningen samarbetar. 
2004 tilldelades biblioteket Ig Nobelpriset i litteratur med motiveringen att de bevarar nudisthistoria så att alla kan se den.